# Велика Сіркова
Велика Сірко́ва (рос. Большая Серкова) — присілок у складі Байкаловського району Свердловської області. Входить до складу Байкаловського сільського поселення.
Населення — 46 осіб (2010, 94 у 2002).
Національний склад населення станом на 2002 рік: росіяни — 98 %.